# Camélas
Camélas – miejscowość i gmina we Francji, w regionie Oksytania, w departamencie Pireneje Wschodnie.
Według danych na rok 1990 gminę zamieszkiwały 323 osoby, a gęstość zaludnienia wynosiła 25 osób/km² (wśród 1545 gmin Langwedocji-Roussillon Camélas plasuje się na 612. miejscu pod względem liczby ludności, natomiast pod względem powierzchni na miejscu 607.). 

## Zabytki
Zabytki na terenie gminy posiadające status monument historique:
- dolmen La Caixeta
- kościół św. Fruktuozusa (Église Saint-Fructueux de Camélas)

## Populacja

Populacja Camélas w latach 1962–2008